# Điền kinh tại Đại hội Thể thao Bán đảo Đông Nam Á 1965
Điền kinh tại Đại hội Thể thao Bán đảo Đông Nam Á năm 1965 được tổ chức tại Sân vận động Merdeka, Kuala Lumpur, Malaysia, từ ngày 15 đến 20 tháng 12 năm 1965. Đoàn thể thao Malaysia thống trị đường đua Đông Nam Á khi kìannhh tới 19 huy chương vàng tại kì đại hội này

## Tóm tắt kết quả

### Nam
| Nội dung                     | Vàng                                                                            | Vàng        | Bạc                   | Bạc         | Đồng                   | Đồng        |
| ---------------------------- | ------------------------------------------------------------------------------- | ----------- | --------------------- | ----------- | ---------------------- | ----------- |
| 100 m                        | Mani Jegathesan                                                                 | 10.5        | Tambusamy Krishnan    | 10.8        | Thaviksadi Booranaklas | 10.9        |
| 200 m                        | Mani Jegathesan                                                                 | 21.3 CR     | Rajalingam Gunaratnam | 21.7        | Natahar Bava           | 22.3        |
| 400 m                        | Victor Asirvatham                                                               | 48.0 CR     | A. S. Nathan          | 48.1        | Somsak Thongsuk        | 48.8        |
| 800 m                        | Ramasamy Subramaniam                                                            | 1:51.5 CR   | Nipon Pensuvapap      | 1:51.6      | Tira Klai-Angtong      | 1:54.6      |
|                              |                                                                                 |             |                       |             |                        |             |
| 1.500 m                      | Ramasamy Subramaniam                                                            | 3:55.8 CR   | Tira Klai-Angtong     | 3:59.6      | Mustan Singh           | 4:00.0      |
| 5.000 m                      | Dilbagh Singh Kler                                                              | 15:34.0 CR  | Parameswaran Pillai   | 15:37.4     | Nhea Khay              | 15:38.2     |
| 10.000 m                     | Thin Sumbwegam                                                                  | 33:20.4     | Myitung Naw           | 33:24.6     | Dilbagh Singh Kler     | 33:45.0     |
| Marathon                     | Thin Sumbwegam                                                                  | 3 hrs:06:20 | J. Marimuthu          | 3 hrs:22:07 | Parameswaran Pillai    | 3 hrs:26:22 |
| 3.000 m vượt chướng ngại vật | Dilbagh Singh Kler                                                              | 9:37.8      | Major Singh           | 9:43.0      | Rauangnorong           | 10:04.0     |
|                              |                                                                                 |             |                       |             |                        |             |
| 110 m vượt rào               | Osman Merican                                                                   | 14.5 CR     | Wong Fey Wan          | 14.7        | Pech Iv                | 15.2        |
| 400 m vượt rào               | Migale Gunasena                                                                 | 53.8 CR     | V. Velayuthan         | 53.9        | Somchaya Mahasinanont  | 54.2        |
|                              |                                                                                 |             |                       |             |                        |             |
| 4 × 100 m tiếp sức           | Malaysia Rajalingam Gunaratnam · Tambusamy Krishnan · Ariffin · Mani Jegathesan | 41.4 CR     | Singapore             | 41.5        | Thái Lan               | 42.5        |
| 1.600 m tiếp sức             | Malaysia Mani Jegathesan · A. S. Nathan · Karu Selvaratnam · Victor Asirvatham  | 3:13.2 CR   | Thái Lan              | 3:17.0      | Singapore              | 3:22.9      |
|                              |                                                                                 |             |                       |             |                        |             |
| Nhảy sào                     | Soe Mra                                                                         | 3.89 m CR   | F. Marciano           | 3.67        | Pal Singh              | 3.67        |
| Nhảy cao                     | Kateseperswasdi Bhakdikul                                                       | 1.94 m CR   | Tan Ghee Lin          | 1.90        | Too Teng Hong          | 1.84        |
| Nhảy xa                      | Kaimar-ud-Din bin Maidin                                                        | 7.26 m CR   | C. Thipyalert         | 7.10        | Duong Sokhon           | 6.87        |
| Nhảy ba bước                 | Kaimar-ud-Din bin Maidin                                                        | 15.19 m CR  | Ahmad Mahmud          | 14.85       | Kyaw Nyunt             | 14.40       |
|                              |                                                                                 |             |                       |             |                        |             |
| Đẩy tạ                       | Nashatar Singh Sidhu                                                            | 14.09 m CR  | Thein Win             | 13.42       | S. Tongkao             | 13.20       |
| Ném đĩa                      | Danapal Naidu                                                                   | 43.18 m     | M. Dattaya            | 41.26       | Nhem Yeav              | 38.74       |
| Ném búa                      | Eknath Mane                                                                     | 47.02 m     | Ghonda Singh          | 38.78       | Swaran Singh           | 37.76       |
| Ném lao                      | Nashatar Singh Sidhu                                                            | 71.56 m CR  | Tieh Teng Leng        | 57.80       | Booncho Tongyam        | 55.02       |
| 10 môn phối hợp              | Kateseperswasdi Bhakdikul                                                       | 5.916 pts   | Tin Pin Thoeun        | 5.807       | Ahmad Mahmud           | 5.771       |

### Nữ
| Nội dung       | Vàng                  | Vàng       | Bạc                 | Bạc    | Đồng                  | Đồng   |
| -------------- | --------------------- | ---------- | ------------------- | ------ | --------------------- | ------ |
| 100 m          | Moe San               | 12.3       | Freda Gonzales      | 12.4   | Cherryl Doral         | 12.4   |
| 200 m          | Mary Rajamani         | 25.5 CR    | Samruay Charonggool | 25.8   | Budsabong Yimploy     | 12.59  |
| 400 m          | Mary Rajamani         | 56.5 CR    | Samruay Charonggool | 58.2   | Y. Numnoy             | 60.2   |
| 800 m          | Mary Rajamani         | 2:15.1     | Samruay Charonggool | 2:19.4 | Chong Mei Ling        | 2:23.4 |
|                |                       |            |                     |        |                       |        |
| 80 m vượt rào  | Kueh Swee Hong        | 11.9 CR    | Rajemah Seikh Ahmad | 11.9   | Gracie Carr           | 12.2   |
|                |                       |            |                     |        |                       |        |
| 400 m tiếp sức | Malaysia              | 49.3 CR    | Singapore           | 50.2   | Campuchia             | 50.2   |
|                |                       |            |                     |        |                       |        |
| Nhảy cao       | Cheong Wai Hing       | 1.52 m CR  | Myint Myint Aye     | 1.48   | Mudlifah Yusoff       | 1.42   |
| Nhảy xa        | Gracie Carr           | 5.64 m CR  | Kim Mom             | 5.58   | Nyo Nyo               | 5.22   |
|                |                       |            |                     |        |                       |        |
| Đẩy tạ         | Khin Tarr             | 10.61 m CR | Ouch Lay            | 10.58  | Pranee Kitipongpitaya | 10.46  |
| Ném đĩa        | Pranee Kitipongpitaya | 37.20 m CR | Ouch Lay            | 36.76  | Mok Siphan            | 36.22  |
| Ném lao        | Nol Kan               | 38.16 m CR | Khin Khin Htwe      | 36.86  | Wong Mong Yun         | 33.60  |
| 5 môn phối hợp | Kim Mom               | 3.557 pts  | Marie Nair          | 3.517  | Cheong Wai Hing       | 3.499  |

## Bảng huy chương
| Hạng               | Đoàn               | Vàng | Bạc | Đồng | Tổng số |
| ------------------ | ------------------ | ---- | --- | ---- | ------- |
| 1                  | Malaysia (MAS)     | 19   | 14  | 9    | 42      |
| 2                  | Myanmar (MYA)      | 6    | 4   | 3    | 13      |
| 3                  | Singapore (SIN)    | 4    | 5   | 5    | 14      |
| 4                  | Thái Lan (THA)     | 3    | 7   | 11   | 21      |
| 5                  | Campuchia (CAM)    | 2    | 4   | 6    | 12      |
| Tổng số (5 đơn vị) | Tổng số (5 đơn vị) | 34   | 34  | 34   | 102     |